# Christoph Schlösser
Christoph Schlösser (* 1964) ist ein ehemaliger deutscher Basketballspieler.

## Laufbahn
Der 2,04 Meter große Innenspieler gehörte zwölf Jahre lang zur Herrenmannschaft des VBC Paderborn (später Forbo Paderborn), nachdem er zuvor in der Nachwuchsabteilung des Vereins gespielt hatte. 1984 stieg er mit der Mannschaft in die 2. Basketball-Bundesliga auf. Zwar gehörte er nicht zur Paderborner Mannschaft, der 1994 der Sprung in die Basketball-Bundesliga gelang und stand zunächst auch nicht im Aufgebot für die Bundesliga-Saison 1994/95, wurde aber im Laufe des Spieljahres in der Bundesliga eingesetzt. Schlösser trug im November 1994 mit zwei Punkten zum Überraschungssieg (88:78) Paderborns über Alba Berlin bei, was den ersten Paderborner Bundesliga-Heimsieg bedeutete. Am Saison 1994/95 stand allerdings der Bundesliga-Abstieg.
Schlösser, der Gründungsmitglied des 1991 aus dem VBC Paderborn hervorgegangenen Paderborn Baskets 91 e.V. war und jahrelang Nachwuchsmannschaften als Trainer betreute, hatte das Amt des Vizepräsidenten für Jugendbelange inne, ehe er 2012 Vereinsvorsitzender des Paderborn Baskets 91 e.V. wurde. Dieses Amt gab er 2022 ab. Er war einer der Initiatoren des Sportinternats Paderborn. Im Januar 2023 wurde er von Bürgermeister Michael Dreier als „Verdiente Persönlichkeit des Paderborner Sports“ ausgezeichnet.
Schlösser durchlief von 1983 bis 1986 eine Banklehre, von 1986 bis 1993 studierte er Betriebswirtschaftslehre an der Universität Paderborn. Beruflich wurde er am Berufskolleg Schloss Neuhaus als Lehrer tätig.